# 사랑코트

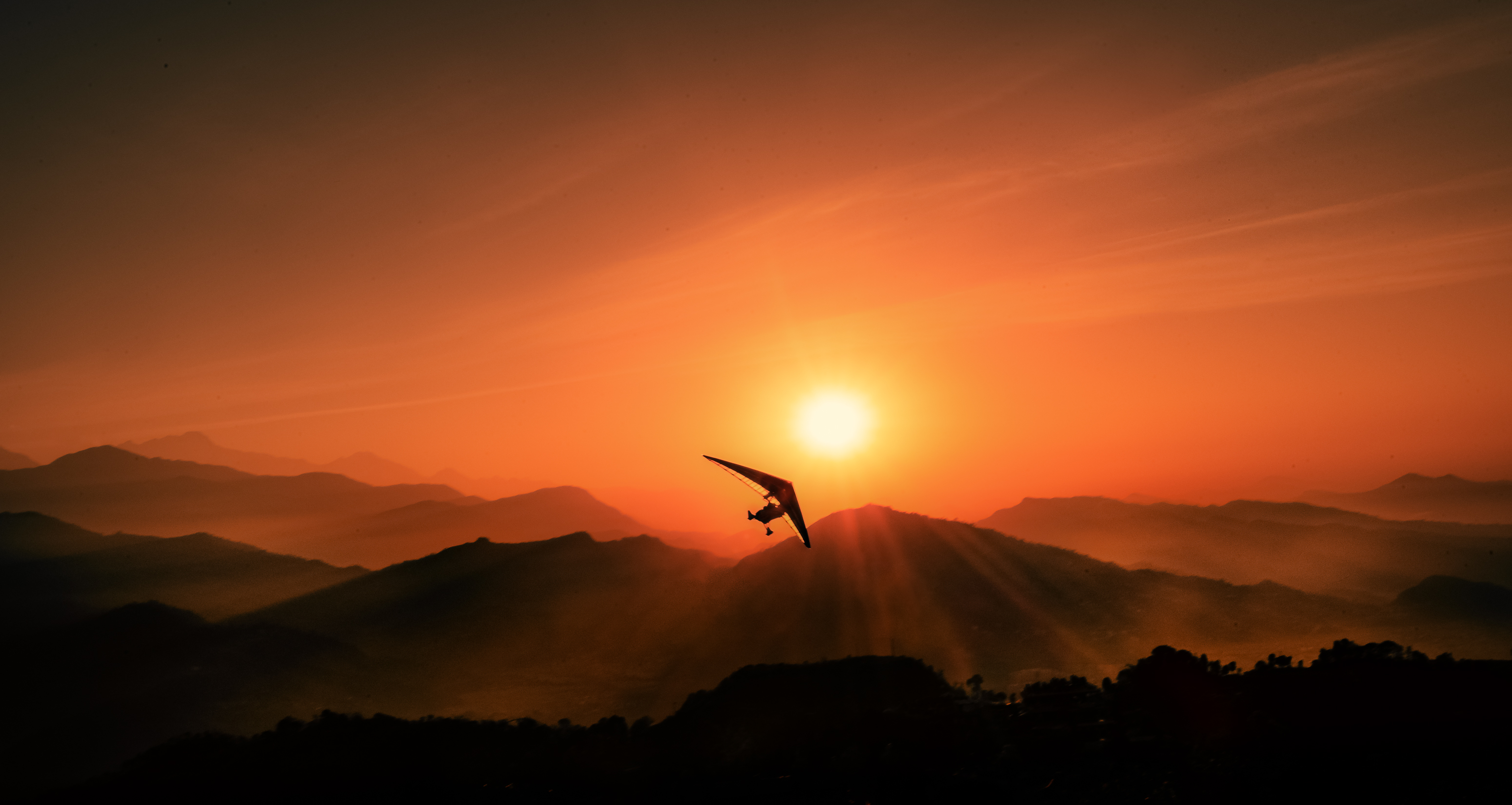

사랑코트(네와르어: सारङकोत)는 네팔의 마을이다. 1991년 네팔 인구조사에서 1,010 가구, 5,060 명이 살고 있다고 조사되었다. 해발 1600m로 포카라에서 히말라야를 가장 잘 조망할 수 있는 곳으로 포카라에서 멀지 않은 곳에 있다. 사랑곳에 오르면 마차푸차레와 안나푸르나를 가까이서 조망할 수 있다.